# Polenschwärmerei

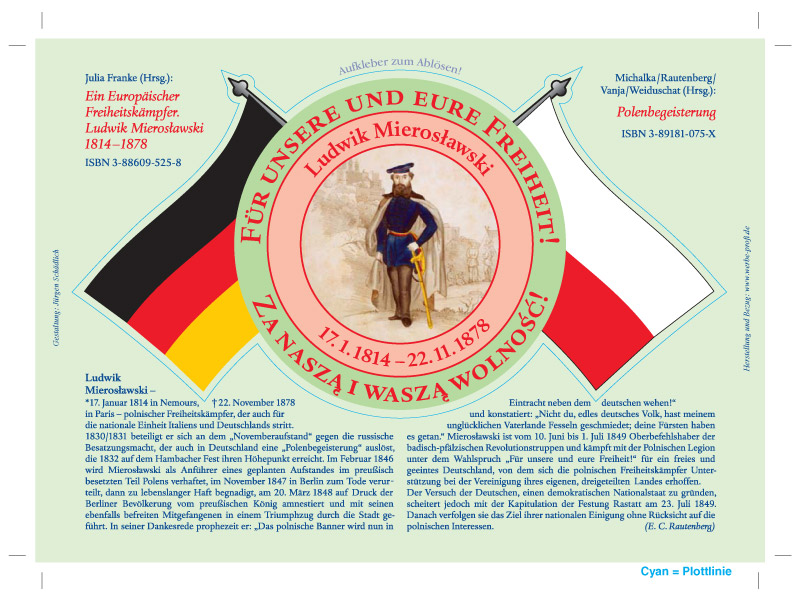
Ein Nachhall (2007)

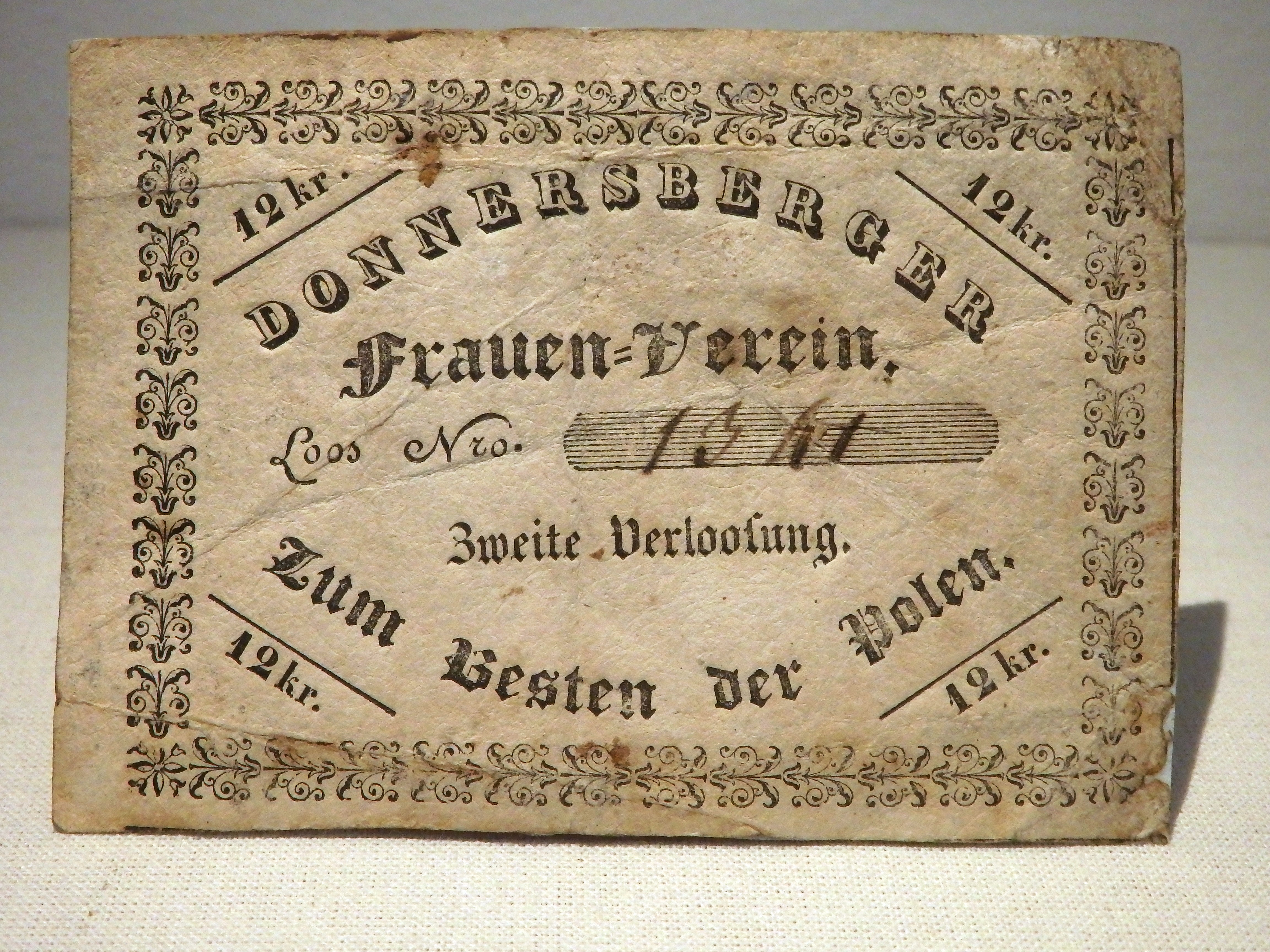
Los des Donnersberger Frauenvereins über 12 Kreuzer aus dem Jahr 1831

Die Polenschwärmerei (auch „Polenbegeisterung“ genannt) war die begeisterte Anteilnahme der deutschen Liberalen am Freiheitskampf der Polen im Novemberaufstand von 1830/1831. Organisatorisch manifestierte sie sich in den regionalen Polenvereinen; aber auch die Regierungen der deutschen Bundesstaaten unterstützten die Emigranten auf ihrem Weg nach Frankreich oder England.
Ideengeschichtlich war die deutsche Polenschwärmerei wie der Philhellenismus eine Gegenbewegung zur Restauration des Biedermeier.

## Hintergrund
Zur Zeit des Vormärz rangen der Liberalismus und der Konservatismus um die politische Macht im Deutschen Bund.

„Durch ganz Europa geht die furchtbare Spaltung in zwei Systeme oder Richtungen, und zwar nicht nach den Ländern, sondern mitten durch alle Länder, Provinzen, Gemeinden und Familien ... in Constitutionellgesinnte und Absolutisten, Liberale und Servile, oder wenn man will, Anhänger der Revolution und jene der Reaktion.“

Die französische Julirevolution von 1830 gab den deutschen Liberalen Auftrieb. In der Furcht vor dem autokratischen Zarentum Russland standen sie an der Seite des östlichen Nachbarvolkes, dessen Staat seit den Teilungen Polens von der Landkarte Europas verschwunden war. Als polnische Emigranten 1831 und 1832 auf ihrem Weg nach Frankreich durch Deutschland zogen, schlug ihnen Begeisterung entgegen. Zunächst unorganisiert setzte im Frühjahr 1831 finanzielle und medizinische Hilfe ein, bei der sich alte Handelsbeziehungen zu Warschau bewährten. Überall in den Bundesstaaten entstanden deutsche Polenvereine, die auch von Frauen getragen wurden. Die Polenhilfe wurde zur nationalen Pflicht erklärt. Vertreter des Radikalismus meinten:

„Die Wiederherstellung Polens kann nur durch Deutschland geschehen. Unsere Nation ist hierzu moralisch und rechtlich verbunden, um die schwere Sünde der Vernichtung Polens zu sühnen.“

Zum liberalen trat das nationale Element. Für Dieter Langewiesche entstand ein neues „Europagefühl“. Zum Sinnbild der deutsch-polnischen Verbrüderung wurde 1832 das Hambacher Fest. Die Folge war der (misslungene) Frankfurter Wachensturm am 3. April 1833. Adam Mickiewicz entflammte mit seinen Büchern Deutsche und Polen zum Kampf für Demokratie.

## Polenlieder
Wie viele Burschenschafter von der Polenschwärmerei erfasst, schrieb Julius Mosen das populäre Gedicht Die letzten Zehn vom vierten Regiment bei ihrem Uebergange über die preußische Gränze im Herbste des Jahres 1831. Seinen Polenfreunden widmete Karl von Holtei das Lied Denkst du daran, mein tapferer Lagienka aus seinem Bühnenstück Der alte Feldherr von 1825. Nach Johann Philipp Glock wurde das deutsche Volkslied um etwa tausend „Polenlieder“ bereichert:

„Eine Art ausländischer Mitläufer unter den geschichtlichen Volksliedern unseres Lands waren in den 30er und 40er Jahren des verflossenen Jahrhunderts die sogenannten Polenlieder. Das waren Lieder, welche die von den Polen in ihrem Aufstand gegen Rußland bewiesene Tapferkeit verherrlichten, und zwar meist in einer sehr überschwänglichen Gefühlsweise, wie sie dem romantischen Geschmacke des Zeitalters entsprach. Aus einer Art kosmopolitischer Sympathie, welche vor allen anderen Völkern uns Deutschen angeboren ist, fanden die slawischen Siegeshymnen zu Ehren Labienkas und zum Gedächtnis der Tausend von Warschau einen berauschenden Widerhall in den Herzen schlichter deutscher Bürger, weil dieselben in den immer trüber werdenden Zeiten des politischen Lebens nach den Freiheitskriegen im eigenen Lager keine Freiheitshelden mehr besaßen. ... Auch die kleinsten Landstädtchen hatten ihren Polenklub mit besonderem Klublokal, in dem sich die sogenannten Honoratioren des Ortes, die Geistlichen und Lehrer nicht ausgeschlossen, allabendlich zusammenfanden. In diesen Polenklubs wurden Polenreden gehalten, Polenhochs ausgebracht, Polenlieder gesungen, aus Polenhumpen getrunken und aus Polenpfeifen tapfer dazu geraucht.“

## Studentische Sympathien

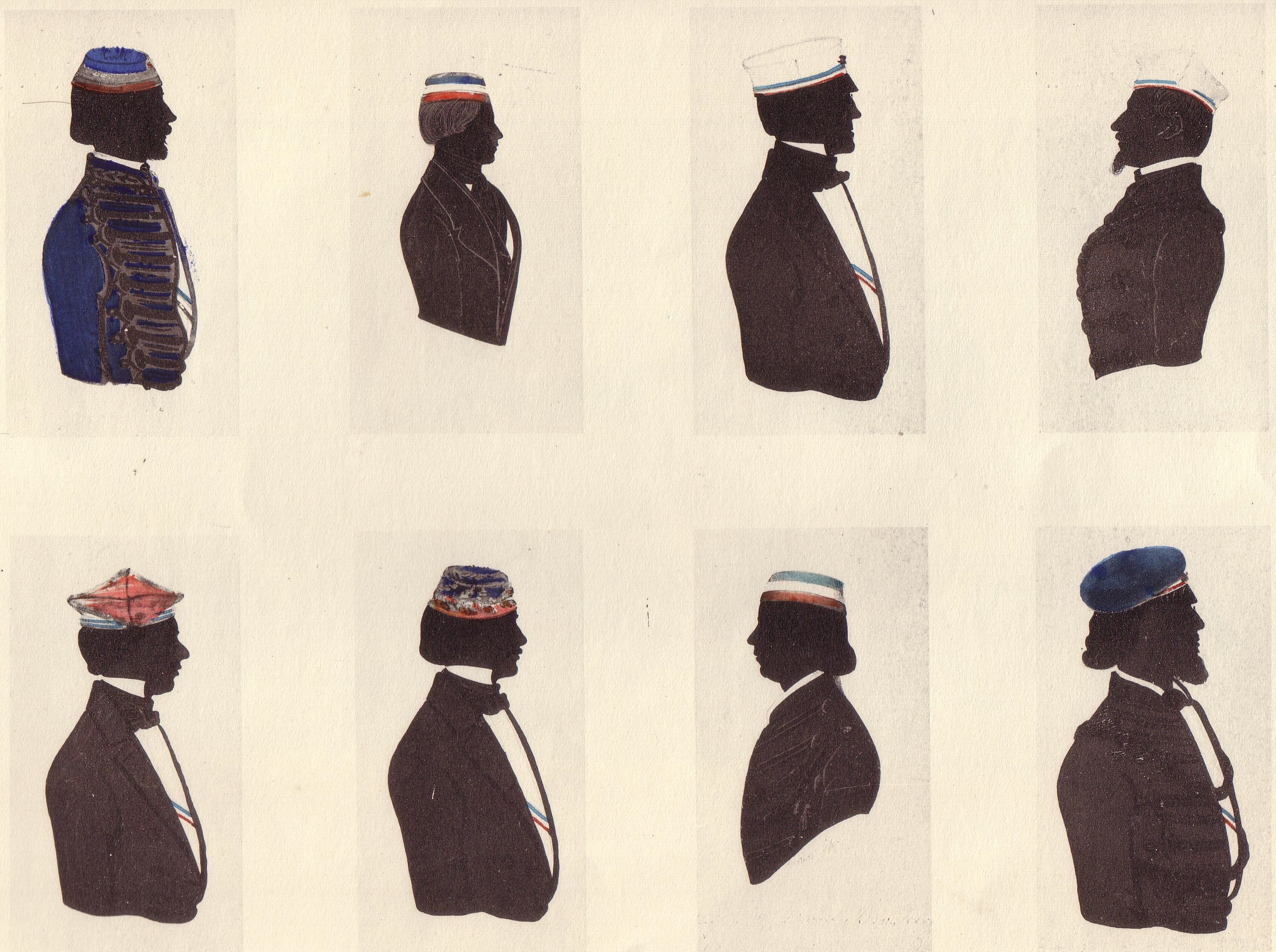
Zwei Königsberger Masuren mit Konfederatka (4, 5)

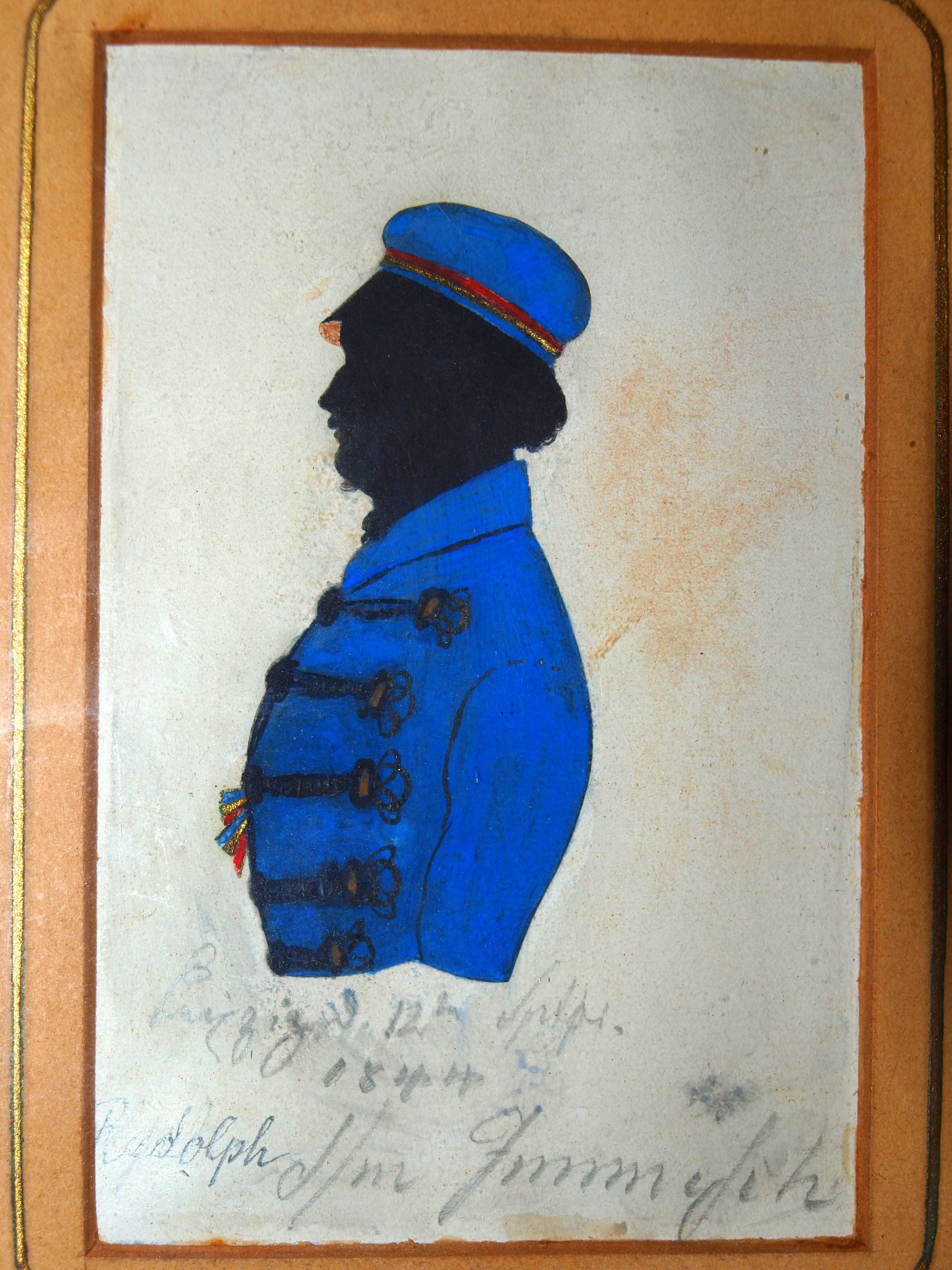
Leipziger Student mit Attila (1844)

In den Légions polonaises machten die Ulanen die Konfederatka bekannt.
Im Novemberaufstand kam sie wieder in Gebrauch. Liberale deutsche Studenten an der Albertus-Universität Königsberg (und vielleicht auch anderen Universitäten) trugen sie mit ihrem Couleur als Studentenmütze. Pekeschen aus Samt mit Kordelverschnürung wurden von Studenten schon lange vor der Polenbegeisterung getragen, kamen aber an einigen Hochschulen in Mode. Polnische Studenten brachten den Schnürrock in den Aschaffenburger Senioren-Convent. Anders als die Burschenschaften standen die Corps der biedermeierlichen Polenschwärmerei eher skeptisch gegenüber. Richard Wagner verließ das Corps Saxonia Leipzig, weil die Leipziger Corpsstudenten seine „schmerzliche Trauer“ über die polnische Niederlage in der Schlacht bei Ostrołęka (1831)
nicht teilten. Die Silhouettensammlung des Corps Lusatia Leipzig weist erst spät Kneipjacken auf, von 1843 bis 1846 nur vier.

## Presse und Literatur
Die Zeitungen berichteten regelmäßig und ausführlich über die Kämpfe. Die Deutsche Tribüne, Das konstitutionelle Deutschland und Der Freisinnige bezogen ganz offen eine polenfreundliche Stellung. Der Wächter am Rhein beflügelte den Liberalismus im Großherzogtum Baden. Die liberale Augsburger Allgemeine Zeitung machte „den lauten Polenjubel“ nicht mit. Die Allgemeine Preußische Staatszeitung sorgte für einen „kalten Wasserstrahl in die hochgeladenen Wogen der uferlosen Polenschwärmerei“.
Nikolaus Lenau, Adelbert von Chamisso, August von Platen, Franz Grillparzer und Annette von Droste-Hülshoff widmeten sich dem polnischen Thema. Der Masure Ferdinand Gregorovius verarbeitete es literarisch und historisch. Ernst Moritz Arndt polemisierte gegen „Polenlärm und Polenbegeisterung“. Friedrich von Blittersdorf sah eine „fast rätselhafte Verzauberung der Regierungen und eine ebenso unbegreifliche Verblendung vieler Staatsmänner“.
Im Zuge des Großpolnischen Aufstands von 1848 zeigte sich der Konflikt zwischen deutschen und polnischen Nationalinteressen insbesondere im preußischen Großherzogtum Posen. Wilhelm Jordan, wie Gregorovius ein liberaler Ostpreuße, wandte sich gegen die seiner Ansicht naive „Polen-Begeisterung“ seiner Landsleute und forderte mit seinem nationalgesinnten Votum in der Frankfurter Nationalversammlung ein „Großdeutsches Reich“ unter der Führung Preußens. Gegen diesen Standpunkt eines „nationalen Egoismus“ sprach sich vehement Robert Blum aus, der das Schicksal des geteilten, unterdrückten Polens mit dem Schicksal eines geeinten, freien, demokratischen Deutschlands untrennbar verband.
Die „Polenbegeisterung“ ebbte in den deutschen Ländern in der Zeit nach den Ereignissen in der Frankfurter Nationalversammlung merklich ab.